# Tollow (Züsow)
Tollow ist ein Ortsteil der Gemeinde Züsow des Amtes Neukloster-Warin im Landkreis Nordwestmecklenburg in Mecklenburg-Vorpommern.

## Geographie
Der Ort liegt zwei Kilometer südwestlich von Züsow. Die Nachbarorte sind Hackerhof im Norden, Ahrenshof und Züsow im Nordosten, Neu Tollow im Südosten, Nevern im Süden, Ravensruh und Goldebee im Südwesten sowie Benz und Gamehl im Nordwesten.

## Geschichte
Am 1. Juli 1950 wurde die Gemeinde Tollow in die Gemeinde Züsow eingemeindet.